# Rolf Jacobsen (Dichter)

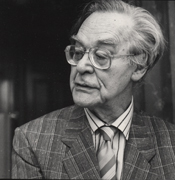
Rolf Jacobsen

Unterschrift von Rolf Jacobsen

Rolf Jacobsen (* 8. März 1907 in Kristiania; † 20. Februar 1994 in Hamar) war ein norwegischer Lyriker und Journalist. Einige seiner Gedichte wurden vertont.

## Leben und Werk
Rolf Jacobsen studierte nach seinem Abitur im Jahre 1926 Theologie und Philologie. 1930 gehörte er zu den Gründern des ersten gemischten skandinavischen Studentenchors. Unter dem Pseudonym Rolf Høvre schrieb er einige Schlagertexte. 1933 erschien sein erster Gedichtband Jord og jern (Erde und Eisen), in dem er, ebenso wie in dem zwei Jahre später erschienenen Band Vrimmel (Gewimmel), von der Technik begeistert, die Großstadthektik beschreibt, aber in Beziehung dazu auch die Natur. In seine reimlose Lyrik wollte er die moderne Zivilisation einbringen, „Wort und Rhythmus“ sollten die „Sphäre von Flugzeuggedröhn und Hebekränen und Eisenbahnschwellen atmen. In Jacobsens Stadt sind denn auch die Telefondrähte Nervenfibern, die Gasleitungen Blutadern“.
Jacobsen war als Journalist tätig; er heiratete 1940. Im selben Jahr trat er der faschistischen Partei Nasjonal Samling bei. 1945 wurde er verhaftet. Er erklärte, er wäre der Partei nicht beigetreten, wenn König und Regierung das Land nicht verlassen hätten. Er wurde zu dreieinhalb Jahren Arbeitslager verurteilt.
1951 konvertierte Jacobsen zum Katholizismus und veröffentlichte nach 16-jähriger Pause seinen dritten Gedichtband Fjerntog. 1953 wurde er wieder in den Schriftstellerverband Den norske Forfatterforening aufgenommen. Seine bekanntesten Gedichte stammen aus der 1954 veröffentlichten Lyriksammlung Hemmelig liv (Geheimes Leben). „Seine Poesie“ ist hier „verinnerlicht, nuancierter und weniger rhetorisch geworden, […] auch Humor und Heiterkeit schwingen mit.“
Gedichte von Jacobsen wurden unter anderen von den Komponisten Helge Iberg, Egil Kapstad („Til jorden“, 1979), Ketil Bjørnstad („The Sorrow (Rolf Jacobsen Memoriam)“, 2006) und Torstein Aagaard-Nilsen vertont; letzterer komponierte unter anderen 1992 „Ensomme“ für gemischten Chor und 1994 „Vår jord, vår Evighet“, eine Kantate anlässlich des Tromsøer 200-Jahr-Jahrestages.
Trauer über seine 1983 gestorbene Frau, aber auch Resignation drücken seine Gedichte in der 1985 erschienenen Lyriksammlung Nattåpent aus. Jacobsens Lyrik wurde in ein Dutzend Sprachen übersetzt. Hans Magnus Enzensberger nahm ihn als einzigen norwegischen Dichter in seiner Sammlung Museum der modernen Poesie auf.

## Veröffentlichungen
- Jord og jern (1933)
- Vrimmel (1935)
- Fjerntog (1951)
- Hemmelig liv (1954)
- Sommeren i gresset (1956)
- Brev til lyset (1960)
- Stillheten efterpå (1965)
- Headlines (1969)
- Pass for dørene - dørene lukkes (1972)
- Pusteøvelse (1975)
- Den ensomme veranda (1977)
- Tenk på noe annet (1979)
- Liv laga (1982)
- Nattåpent (1985)
- Alle mine dikt (1990)

## Gedichte in deutschsprachigen Anthologien (Auswahl)
- Klaus Anders; Andreas Struve: So schmeckt ein Stern. Norwegische Lyrik des 20. Jahrhunderts. Zweisprachig. Edition Rugerup 2011, ISBN 978-3-942955-01-0
- Hans Magnus Enzensberger: Museum der modernen Poesie. Suhrkamp, Frankfurt am Main 1960
- Manfred Gsteiger (Hrsg.): Schiffe in der Weltliteratur. Manesse 2001, ISBN 978-3-7175-1969-0

## Auszeichnungen (Auswahl)
- 1960: Kritikerpreis
- 1965: Riksmålsforbundets litteraturpris
- 1968: Dobloug-Preis
- 1970: Ønskediktprisen (Lyrikpreis des Norwegischen Rundfunks)
- 1986: Aschehoug-Preis
- 1989: Nordischer Preis der Schwedischen Akademie
- 1989: Ehrenmedaille von „Natur og Ungdom“